# Успение Богородично (Воден)
Вижте пояснителната страница за други значения на Успение Богородично.
„Успение Богородично“, известна като Старата митрополия (на гръцки: Ναός Κοιμήσεως Θεοτόκου, Παλιά Μητρόπολη Έδεσσας), е средновековна православна църква в южномакедонския град Воден (Едеса), Гърция.
Църквата, разположена в традиционния квартал Вароша, на базата на стенописите се датира в XIV век. Първоначално се е казвала „Света София“, посветена на Божията премъдрост, което се вижда от надписа на модела на храма „Σοφία Θεού“, който анонимен ктитор дава на Христос на южната стена. В днешно време е трикорабна базилика с притвор от запад, но последователните фази на ремонти са променили първоначалната форма на паметника. Ценни са колоните в храма, които са от първоначалния храм, особено източната, която има съответствия в Равена. Забележителни са и иконостасът и владишкият трон от XVIII век. Запазените стенописи са от два периода. Най-старият, датиращи от периода 1375 – 1385 или 1389 г., обхващаща три крила и е запазен фрагментарно. Вторият период е от XVII век. Вероятно между 1598 – 1688 г. църквата е преименувана и посветена на Успение Богородично.
Спорег зографския надпис е изписана в 1877 година от зографа Константин Хаджизафиров (Константинос Хадзизафирис).
В 1934 година църквата е обявена за паметник на културата.
През 1991 година при ремонтни работи в храма е открит  известният Воденски надпис, създаването на който историци като Пламен Павлов и Божидар Димитров отнасят към времето на църковните борби на местните българи с фанариотете в ХIХ век.
- Капител
- Вътрешен облик
- Стенопис
- Стенопис на Света Варвара, XIII век
- Ктиторски надпис от април 1877 г.
- Апсидата